# Козерув
Козе́рув (пол. Kozierów) — село в Польше в сельской гмине Михаловице Краковского повета Малопольского воеводства.
Село располагается в 13 км от административного центра воеводства города Краков.
В 1975—1998 годах село входило в состав Краковского воеводства.

## Население
По состоянию на 2010 год в селе проживало 250 человек.
| 2010 | 2013 |
| ---- | ---- |
| 250  | 298  |

| Перепись  | Всего   | Всего | Женщины | Женщины | Мужчины | Мужчины |
| --------- | ------- | ----- | ------- | ------- | ------- | ------- |
| Единицы   | человек | %     | человек | %       | человек | %       |
| Население | 298     | 100   | 151     |         | 147     |         |